# Przemysław Gałecki
Przemysław Gałecki (ur. 17 stycznia 1984 w Częstochowie) – polski sportowiec i dziennikarz.

## Kariera sportowa
Pięcioboista nowoczesny, członek Kadry Narodowej i Olimpijskiej. Wielokrotny medalista Mistrzostw Polski, Europy i Świata.
W latach 1994–1999 był zawodnikiem "UKS 48" i "CKP Pirania" w Częstochowie, a następnie CWKS Legia Warszawa (2000-2009).
Mistrz Polski Seniorów (2007), szósty zawodnik Mistrzostw Europy 2008. Wicemistrz Europy Juniorów (indywidualnie - Ateny 2002) oraz brązowy medalista Mistrzostw Europy Młodzieżowców (indywidualnie - Montepulciano 2005). Medalista Mistrzostw Świata i Europy juniorów w drużynie (2002).
Reprezentował Polskę na Mistrzostwach świata w 2005, 2006 i 2009 oraz mistrzostwach Europy w 2006, 2008 i 2009.
Pracuje jako dziennikarz w Polskim Radiu Wrocław (wcześniej m.in. w TVN, TVN 24, dla TVP 1, w prasie i radiu).